# Phoenice
Phoenice (łac. Diocesis Phoenicius) – stolica historycznej diecezji w Epirze, tzw. Epir Nowy, istniejąca między IV a VI wiekiem. Sufragania archidiecezji Nikopolis. Współcześnie miasto Finiq w południowo-zachodniej Albanii. Obecnie katolickie biskupstwo tytularne.

## Biskupi tytularni
| Lp. | Biskup               | Funkcja                                      | Od              | Do                |
| --- | -------------------- | -------------------------------------------- | --------------- | ----------------- |
| 1   | Charles Leo Nelligan | emerytowany biskup Pembroke (Kanada)         | 19 maja 1945    | 16 listopada 1970 |
| 2   | Giovanni Peragine    | administrator apostolski Południowej Albanii | 15 czerwca 2017 | 20 maja 2024      |